# Administrador de banco de dados

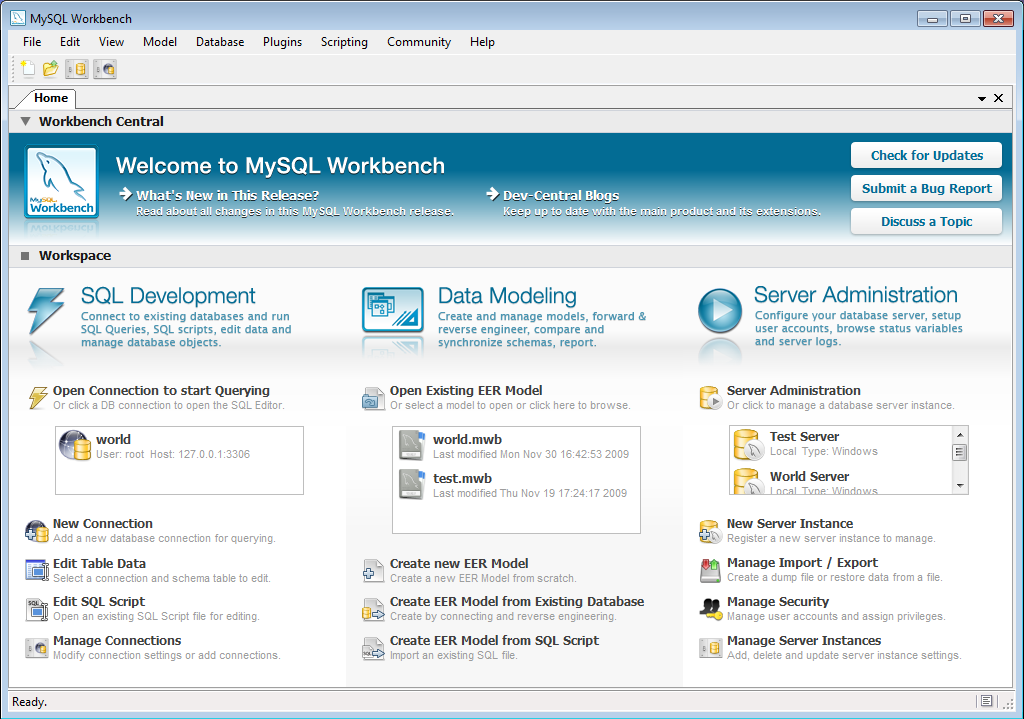
MySQL Workbench: programa gerenciador de banco de dados.

Administrador de banco de dados, comumente chamado de DBA (sigla em inglês de Database administrator), é o profissional responsável por gerenciar, instalar, configurar, atualizar e monitorar um banco de dados ou sistemas de bancos de dados.

## Habilidades
Lista de habilidades que um DBA deve possuir:

- Conhecimentos da linguagem estruturada SQL.
- Conhecimentos em estrutura de banco de dados, mais precisamente em diagrama entidade-relacionamento.
- Entendimento básico de Arquitetura de computadores.
- Um bom entendimento do funcionamento dos sistemas operacionais.
- Domínio de SGBDs, tais como Microsoft SQL Server, PostgreSQL, MySQL, Oracle database, DB2.

### Certificação
Algumas organizações ou empresas podem requerer do DBA uma certificação em algum SGBD em particular. Um exemplo é o MCSA.

## Funções
Um Administrador de banco de dados deve ser capaz de exercer as seguintes tarefas:
- Criação e testes de backup para garantir a recuperabilidade dos dados em caso de falha de hardware ou outros problemas severos.
- Instalar e atualizar as ferramentas do banco de dados.
- Alocar o espaço do sistema reservado ao banco e garantir um alocamento futuro no sistema
- Saber modificar a estrutura do banco de dados.
- Saber os comandos básicos e exclusivos de cada SGBD.
- Verificar e zelar pela integridade do banco de dados.
- Ter um controle de acesso, ou privilégios, aos dados como quem pode acessar e o que pode acessar e talvez quando possa acessar.
- Garantir o acesso ao banco de dados no maior tempo possível.
- Garantir o máximo de desempenho para as consultas ao banco de dados.
- Auxiliar a equipe de desenvolvimento e a equipe de testes a maximizar o uso e desempenho do banco de dados.
- Contatar suporte técnico em caso de certos problemas com o banco de dados.

## Títulos da profissão
DBAs também são conhecidos como Coordenadores de banco de dados, Programadores de banco de dados ou Programadores SQL.
Algumas organizações tem um nível hierárquico para administradores de banco de dados, geralmente segue o padrão:
1. Analista de dados / Designers de banco de dados.
2. DBA júnior.
3. DBA MidLevel (Intermediário).
4. DBA Sênior.
5. Consultores em banco de dados.
6. Gerente / Diretor da administração de banco de dados.
7. Professor de Administração de banco de dados.